# Liang Lingzan
Liang Lingzan (en chino tradicional, 梁令瓚; en chino simplificado, 梁令瓒; pinyin, Liáng Lìngzàn; Wade-Giles, Liang Ling-Tsan) fue un artista, astrónomo, inventor, ingeniero mecánico y político chino de la era Kaiyuán durante la dinastía Tang. Es conocido por la construcción en el siglo VIII de un reloj astronómico accionado hidráulicamente.

## Semblanza
Lingzan inventó un reloj de agua mecanizado junto con el monje y matemático tántrico Yi Xing (en chino, 一行; pinyin, Yī Xíng; Wade-Giles, I-Hsing). En realidad, era un instrumento astronómico que servía como reloj, fabricado en bronce en la capital de Chang'an en la década de 720. Un texto contemporáneo lo describió de esta manera:

[Fue] hecho a imagen de los cielos redondos y en él se mostraban las mansiones lunares en su orden, el ecuador y los grados de la circunferencia celestial. El agua, que fluía en sucesivas descargas, hacía girar una rueda automáticamente, dando una revolución completa en un día y una noche. Además de esto, había dos anillos ajustados alrededor de la esfera celestial en el exterior, con el sol y la luna enhebrados en ellos, y se hacían que se movieran en órbita circular... E hicieron una caja de madera cuya superficie representaba el horizonte, ya que el instrumento estaba medio hundido en ella. Permitía las determinaciones exactas del tiempo de amaneceres y atardeceres, lunas llenas y nuevas, demoras y adelantos. Además, había dos gatos de madera de pie en la superficie del horizonte, uno con una campana y el otro con un tambor frente a él, la campana se golpeaba automáticamente para indicar las horas, y el tambor se golpeaba automáticamente para indicar los cuartos. Todos estos movimientos eran provocados por una maquinaria dentro de la caja, cada una dependiendo de ruedas y ejes, ganchos, pasadores y varillas entrelazadas, dispositivos de parada y cerraduras que se verificaban mutuamente.

Además de ser ingeniero mecánico y funcionario del gobierno, Lingzan también era un erudito y artista activo. Escribió "Las deidades de los cinco planetas y las veintiocho constelaciones" (en chino, 五星二十八宿神形; pinyin, wǔxīng èrshíbāxiù shénxíng), obra de la que se conserva una copia que data de la dinastía Song en la colección del Museo de Arte de la Ciudad de Osaka.